# French Lover
Pour l’article homonyme, voir French Lover (film, 1984).
 (septembre 2008).
 (septembre 2008).
Si vous disposez d'ouvrages ou d'articles de référence ou si vous connaissez des sites web de qualité traitant du thème abordé ici, merci de compléter l'article en donnant les références utiles à sa vérifiabilité et en les liant à la section « Notes et références ».
Le terme « French lover » est un stéréotype culturel qui fait référence aux hommes français, réputés pour leur charme, leur élégance et leur romantisme. Ce concept a une longue histoire et a influencé la manière dont les hommes français sont perçus à travers le monde.
Cette réputation de french lover, notamment donnée aux hommes français par les Américains à partir de la fin du XIXe siècle, sous-entendrait qu'ils appartiendraient au peuple qui a le plus de rapports sexuels dans le monde.
Bien qu’il puisse être considéré comme un mythe par certains, de nombreuses études, ont confirmé cette réputation de grand romantisme français, qui s’est progressivement perpétuée à travers le monde et est entrée dans le langage courant.

## Représentations dans la culture populaire
Le « French lover » est devenu un archétype récurrent dans la culture populaire mondiale. Des films iconiques comme Le Fabuleux Destin d'Amélie Poulain ou Le Héros de la famille ont présenté des personnages masculins français charismatiques et séduisants. Dans la musique, des chansons telles que La Vie en Rose d'Édith Piaf ont renforcé cette image romantique.

## Histoire
L'origine du stéréotype du « French lover » remonte à plusieurs siècles. Il trouve ses racines dans la riche histoire culturelle de la France, marquée par des figures emblématiques, telles que les écrivains et poètes français du XIXe siècle. Des œuvres littéraires comme Cyrano de Bergerac d'Edmond Rostand ou Le Rouge et le Noir de Stendhal ont contribué à façonner l'image du Français romantique et passionné.

## Romans
- Taslima Nasrin, French Lover, Penguin books, 2018  (ISBN 9780143028109)

- Le Rouge et le Noir de Stendhal

## Films
- French Lover, réalisé par Richard Marquand, sorti en 1984